# Peter Kuhn
Peter Kuhn (ur. 14 kwietnia 1955 roku w Summit, zm. 25 czerwca 2009 roku w Stafford) – amerykański kierowca wyścigowy.

## Kariera
Kuhn rozpoczął karierę w międzynarodowych wyścigach samochodowych w 1979 roku od startów w Amerykańskiej FormułleSuper Vee Robert Bosch/Valvoline Championship. Z dorobkiem trzech punktów został sklasyfikowany na 23 pozycji w końcowej klasyfikacji kierowców. W późniejszym okresie Amerykanin pojawiał się także w stawce Atlantic Championship, IMSA Camel GT Championship oraz CART Indy Car World Series.
W CART Indy Car World Series Kuhn wystartował w trzech wyścigach w 1984 roku. Został sklasyfikowany na 47 miejscu w klasyfikacji generalnej.